# L'Indiscret aux bains de mer
L'Indiscret aux bains de mer byl francouzský němý film z roku 1897. Režisérem byl Georges Méliès (1861–1938). V anglofonním světě vyšel pod názvem Peeping Tom at the Seaside. Film je považován za ztracený.
Jednalo se o jeden z Mélièsových filmů pro dospělé, jako byly Le Magnétiseur, En cabinet particulier nebo Après le bal (le tub).